# Стапар (Сомбор)
Стапар је насеље у граду Сомбору, у Западнобачком управном округу, у Србији. Према попису из 2022. било је 2815 становника. До 1965. ово насеље је било седиште Општине Стапар коју су чинила насељена места: Дорослово, Стапар (оба су данас у Граду Сомбору) и Бачки Брестовац (данас у општини Оџаци).
Стапар је село лоцирано 13 км јужно од Сомбора. Основна привредна грана је пољопривреда. Овде се налазе Амбар у Стапару, Водица Успења Богородице у Стапару, Старо гробље у Стапару и Српска православна црква Ваведење Богородице у Стапару.

## Историја
Према попису православних парохија из 1733. године Стапар је насеље са 236 српских домова. У селу служи тада пет православних свештеника: Арсен Поповић, Михаил Поповић (два попа истог имена и презимена!), Василије Катанић и Георгије Поповић. Настао је нови 1752. године кад су на стапарску пустару пресељени становници данас непостојећих села Бокченовића и Врањешева, која су се налазила у околини Апатина. Нешто касније пресељени су и становници из Пригревице.
Прва значајна колонизација Немаца у Бачку започела је 1748. године. Незадовољни будућим стањем, тадашњи становници Бокченовића и Врањешева почели су да пресрећу лађе на Дунаву, које су превозиле Немце на унапред одређене локације, убијали их и пљачкали. Зато су прозвани „гусари са Дунава”. Наредбом Марије Терезије становништво је пресељено у Стапар.
Овде се развило стапарско ћилимарство и сликање на стаклу.
- Рукотворине из Стапара

## Демографија
У насељу Стапар живи 3009 пунолетних становника, а просечна старост становништва износи 41,0 година (38,8 код мушкараца и 43,1 код жена). У насељу има 1234 домаћинства, а просечан број чланова по домаћинству је 3,01.
Ово насеље је великим делом насељено Србима (према попису из 2002. године), а у последња три пописа, примећен је пад у броју становника.
|  |

| Демографија | Демографија | Демографија |
| Година      | Становника  | Становника  |
| ----------- | ----------- | ----------- |
| 1900.       | 5.512       |             |
| 1910.       | 5.620       |             |
| 1948.       | 4.811       |             |
| 1953.       | 4.925       |             |
| 1961.       | 4.582       |             |
| 1971.       | 4.242       |             |
| 1981.       | 3.988       |             |
| 1991.       | 3.795       | 3.638       |
| 2002.       | 3.720       | 3.882       |

| Етнички састав према попису из 2002.‍ | Етнички састав према попису из 2002.‍ | Етнички састав према попису из 2002.‍ | Етнички састав према попису из 2002.‍ | Етнички састав према попису из 2002.‍ |
| ------------------------------------ | ------------------------------------ | ------------------------------------ | ------------------------------------ | ------------------------------------ |
|                                      |                                      |                                      |                                      |                                      |
| Срби                                 | Срби                                 |                                      | 3.494                                | 93,92%                               |
| Хрвати                               | Хрвати                               |                                      | 50                                   | 1,34%                                |
| Југословени                          | Југословени                          |                                      | 29                                   | 0,77%                                |
| Роми                                 | Роми                                 |                                      | 27                                   | 0,72%                                |
| Мађари                               | Мађари                               |                                      | 20                                   | 0,53%                                |
| Буњевци                              | Буњевци                              |                                      | 10                                   | 0,26%                                |
| Црногорци                            | Црногорци                            |                                      | 5                                    | 0,13%                                |
| Словенци                             | Словенци                             |                                      | 3                                    | 0,08%                                |
| Муслимани                            | Муслимани                            |                                      | 3                                    | 0,08%                                |
| Румуни                               | Румуни                               |                                      | 2                                    | 0,05%                                |
| Македонци                            | Македонци                            |                                      | 2                                    | 0,05%                                |
| Украјинци                            | Украјинци                            |                                      | 1                                    | 0,02%                                |
| Словаци                              | Словаци                              |                                      | 1                                    | 0,02%                                |
| Немци                                | Немци                                |                                      | 1                                    | 0,02%                                |
| Бошњаци                              | Бошњаци                              |                                      | 1                                    | 0,02%                                |
| непознато                            | непознато                            |                                      | 1                                    | 0,02%                                |

| Година пописа     | 1948. | 1953. | 1961. | 1971. | 1981. | 1991. | 2002. |
| ----------------- | ----- | ----- | ----- | ----- | ----- | ----- | ----- |
| Број домаћинстава | 1.387 | 1.434 | 1.506 | 1.422 | 1.362 | 1.292 | 1.234 |

| Број чланова      | 1   | 2   | 3   | 4   | 5   | 6  | 7  | 8 | 9 | 10 и више | Просек |
| ----------------- | --- | --- | --- | --- | --- | -- | -- | - | - | --------- | ------ |
| Број домаћинстава | 250 | 302 | 222 | 237 | 128 | 64 | 22 | 7 | 2 | 0         | 3,01   |

| Пол    | Укупно | Неожењен/Неудата | Ожењен/Удата | Удовац/Удовица | Разведен/Разведена | Непознато |
| ------ | ------ | ---------------- | ------------ | -------------- | ------------------ | --------- |
| Мушки  | 1.494  | 459              | 911          | 84             | 40                 | 0         |
| Женски | 1.644  | 272              | 918          | 393            | 61                 | 0         |
| УКУПНО | 3.138  | 731              | 1.829        | 477            | 101                | 0         |

| Пол    | Укупно                    | Пољопривреда, лов и шумарство | Рибарство                            | Вађење руде и камена | Прерађивачка индустрија       |
| ------ | ------------------------- | ----------------------------- | ------------------------------------ | -------------------- | ----------------------------- |
| Мушки  | 893                       | 463                           | 0                                    | 1                    | 175                           |
| Женски | 478                       | 226                           | 0                                    | 0                    | 64                            |
| УКУПНО | 1.371                     | 689                           | 0                                    | 1                    | 239                           |
| Пол    | Производња и снабдевање   | Грађевинарство                | Трговина                             | Хотели и ресторани   | Саобраћај, складиштење и везе |
| Мушки  | 5                         | 76                            | 52                                   | 15                   | 39                            |
| Женски | 2                         | 3                             | 57                                   | 14                   | 8                             |
| УКУПНО | 7                         | 79                            | 109                                  | 29                   | 47                            |
| Пол    | Финансијско посредовање   | Некретнине                    | Државна управа и одбрана             | Образовање           | Здравствени и социјални рад   |
| Мушки  | 2                         | 5                             | 21                                   | 8                    | 18                            |
| Женски | 8                         | 5                             | 12                                   | 23                   | 31                            |
| УКУПНО | 10                        | 10                            | 33                                   | 31                   | 49                            |
| Пол    | Остале услужне активности | Приватна домаћинства          | Екстериторијалне организације и тела | Непознато            | Непознато                     |
| Мушки  | 13                        | 0                             | 0                                    | 0                    | 0                             |
| Женски | 25                        | 0                             | 0                                    | 0                    | 0                             |
| УКУПНО | 38                        | 0                             | 0                                    | 0                    | 0                             |